# Maison de l'abbaye d'Autrey
Ne doit pas être confondu avec Abbaye Notre-Dame d'Autrey.
La maison de l’abbaye d'Autrey est un monument historique située à Riquewihr, dans le département français du Haut-Rhin.

## Localisation
Ce bâtiment est situé au 5, rue du Cheval à Riquewihr.

## Historique
L'édifice, datant du XVIe siècle, fait l'objet, en partie, d'un classement au titre des monuments historiques depuis 1994.

## Architecture

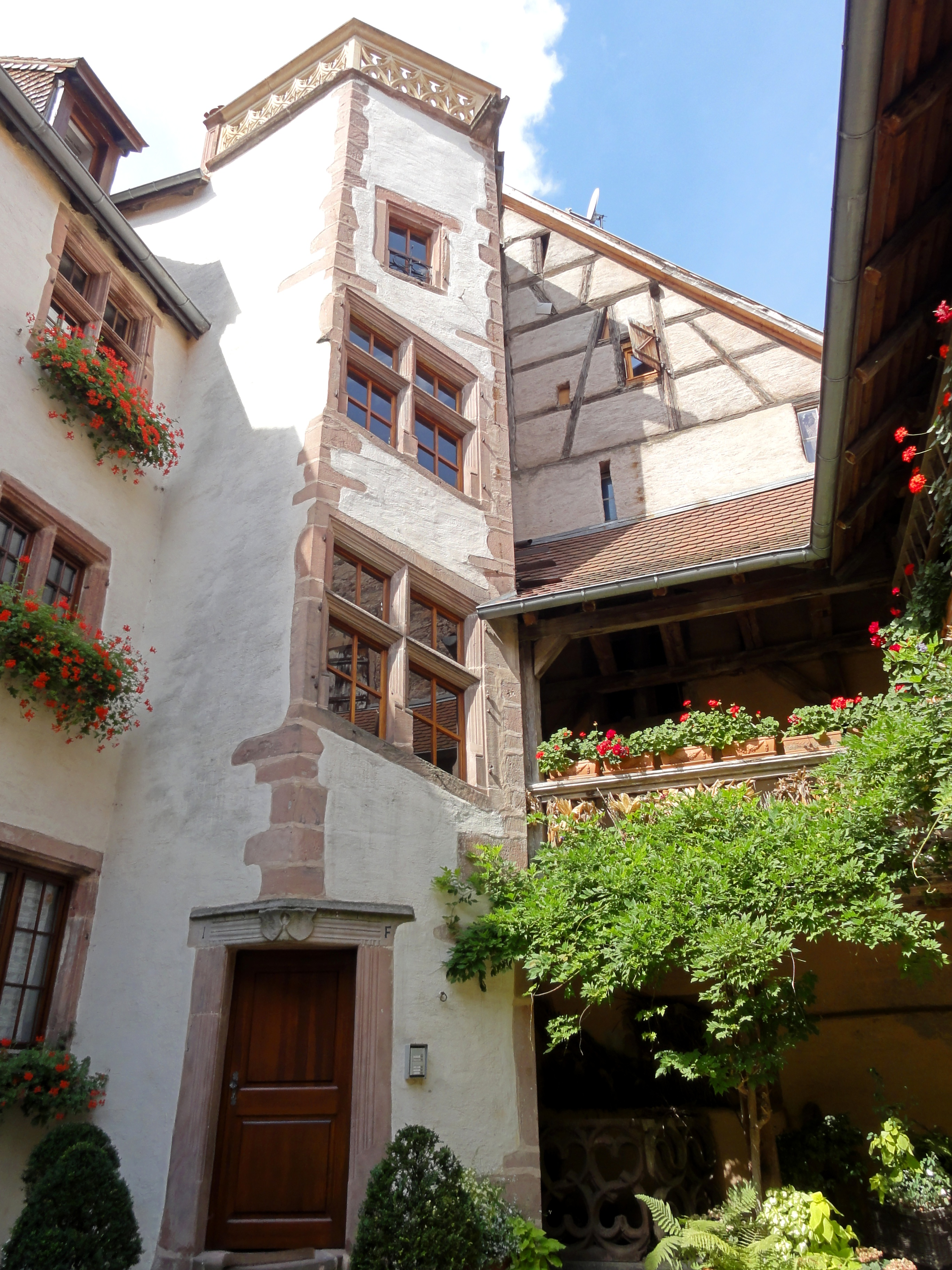
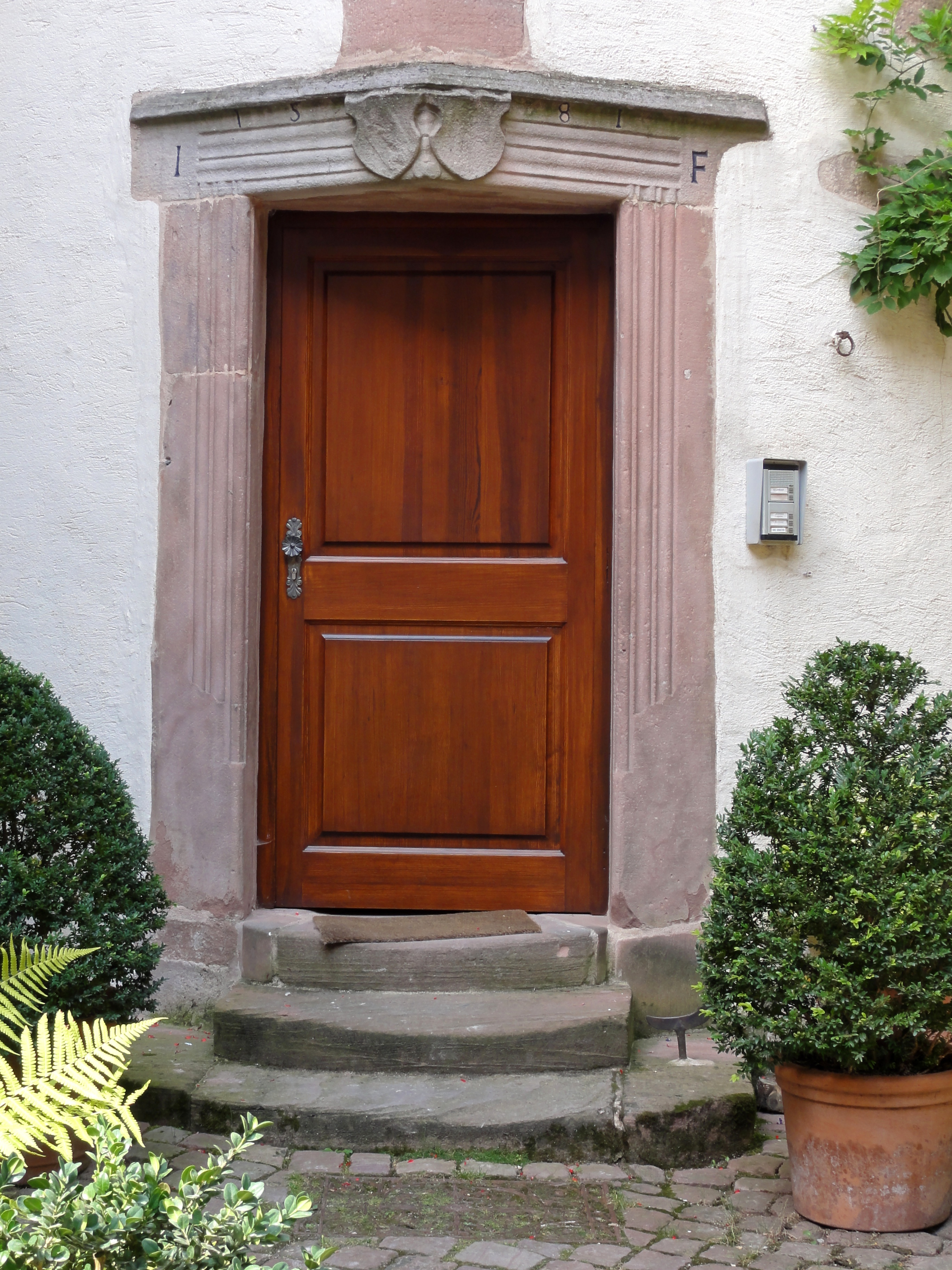
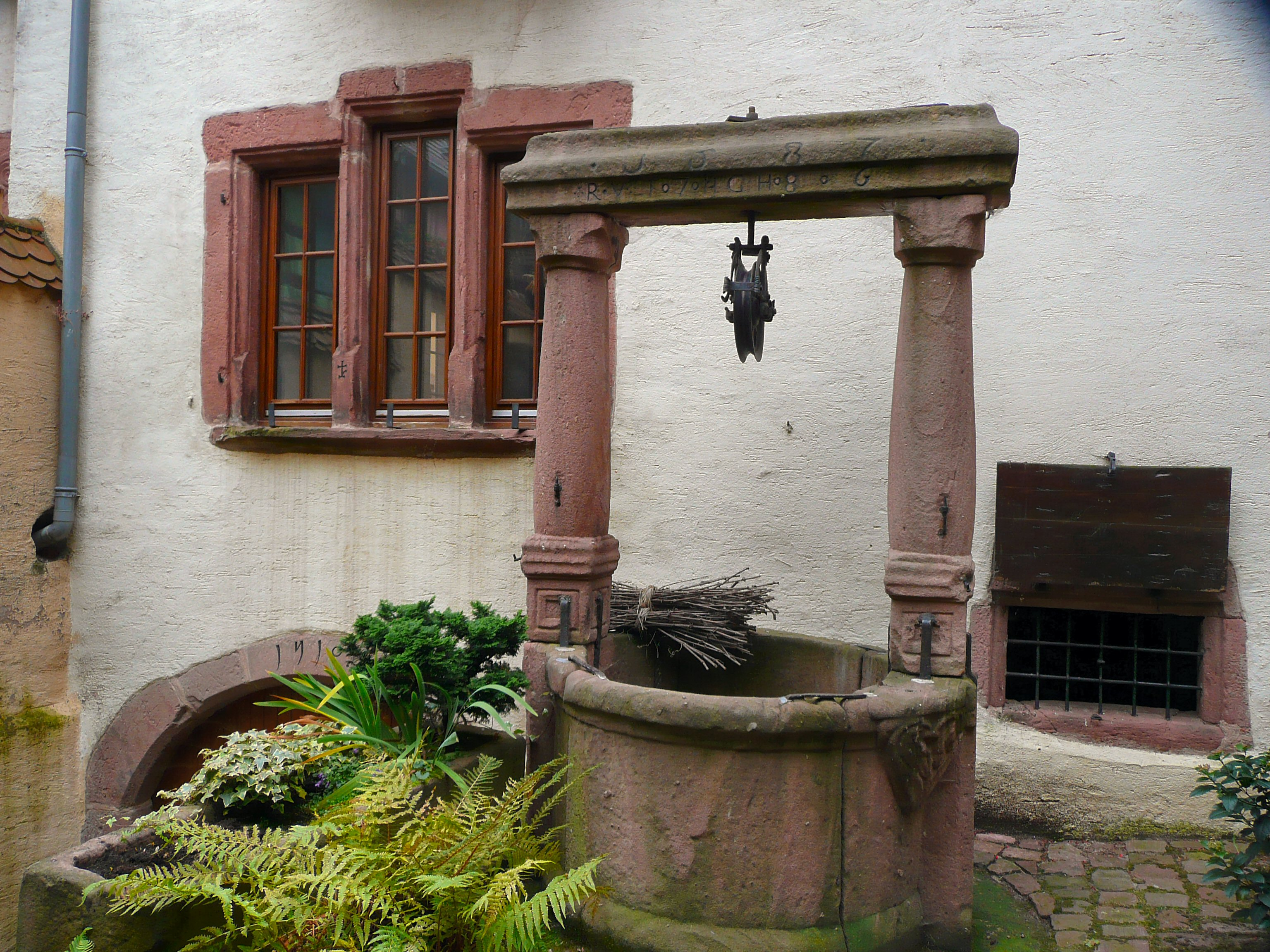
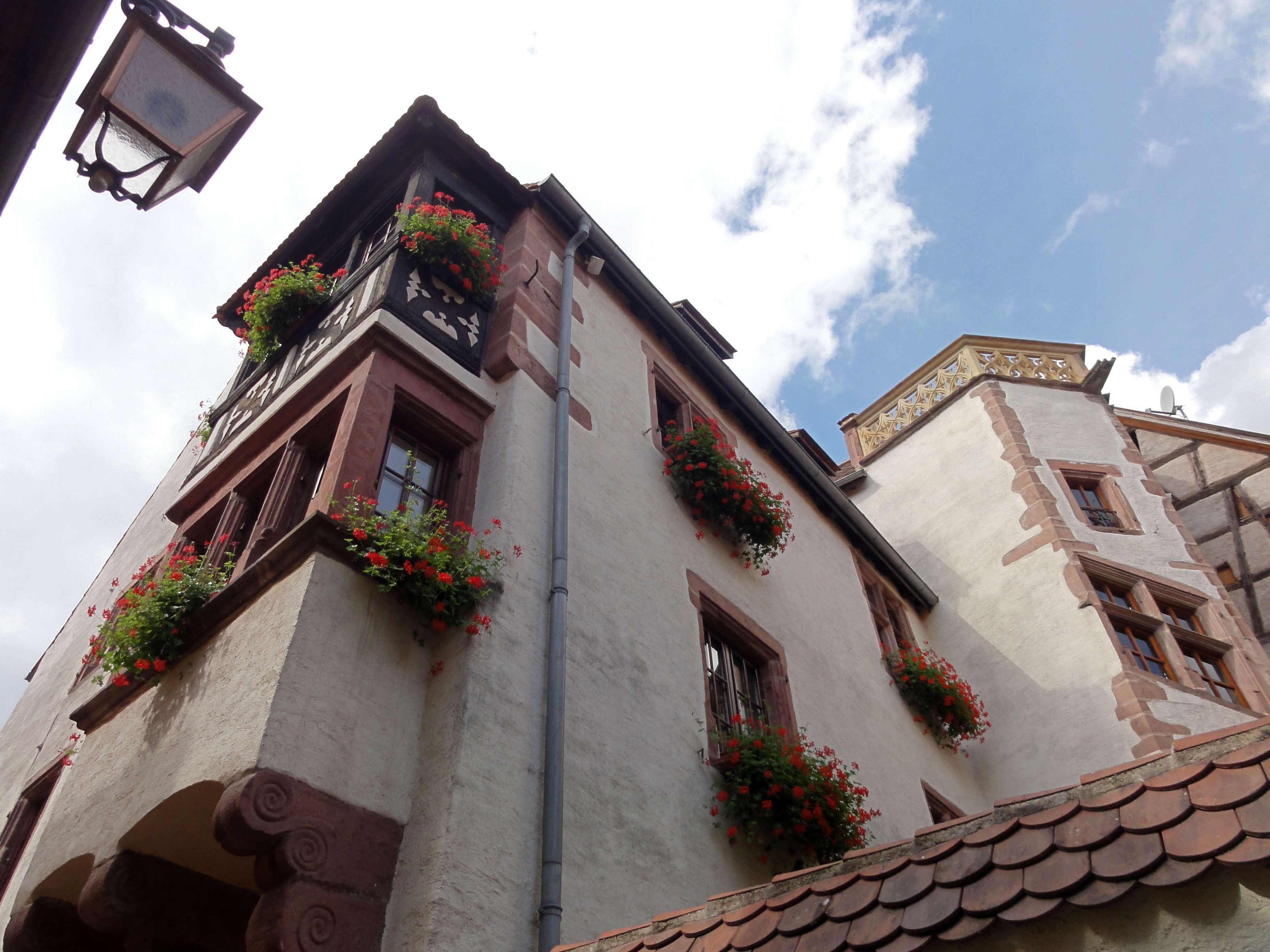